# Alfred Edward Moffat
Alfred Edward Moffat (1863-1950) est un musicien, compositeur et collectionneur de musique écossais. 

## Biographie
Alfred Moffat est né à Édimbourg le 4 décembre 1863. Son père est John Moffat, un photographe, et sa mère est Sophia Maria Knott. 
Il fait ses études à l'École collégiale d'Édimbourg, située au 27-28 Charlotte Square à Édimbourg. Moffat étudie la composition musicale à Berlin pendant cinq ans sous la direction de Ludwig Bussler. Il y restera six ans dans le but d'écrire pour des maisons d'édition de musique allemandes.  
Il revient à Londres à la fin des années 1890 et se consacre à la redécouverte des violonistes britanniques de la fin du XVIIIe siècle et avant. Plus important encore, il publie la série Kammersonaten (Chamber Sonata) chez Schott's et la série Old English Violin Music chez Novello. Il est également membre de la Court of Assistants (en) de la Royal Society of Musicians (en).  
Alfred Moffat meurt à Fulham, quartier de Londres, le 6 juin 1950 à l'âge de 86 ans. 

## Compositions musicales
- Abendlied. Violon et piano. Arrangé par A. Moffat. Auteur: Edward German 1862-1936. Contributeur : Alfred Moffat. Londres : A. Lengnick & Co, [1914]
- Cherry ripe. Chanson en deux parties. Arrangée par A. Moffat. Auteur : Charles Edward Horn. Contributeur : Alfred Moffat. Une collection de pièces en deux parties pour voix aiguës, etc. Quatrième série. Londres : J. Williams, 1920.
- 4 Sonaten. Arrangées pour violoncelle avec accompagnement au piano par A. Moffat. (Parties de violoncelle révisées par WE Whitehouse. Auteur : Benedetto Marcello 1686-1739. Collaborateurs : Alfred Moffat ; William Edward Whitehouse (en), 1859-1935. Mayence, etc.: Söhne de B. Schott, [c. 1920]
- Jig and Saraband. Clavier. Arrangé par H. Craxton et A. Moffat. Auteur : Matthew Dubourg 1703-1767. Contributeurs : Harold Craxton et Alfred Edward Moffat arrangeurs. Série : Craxton-Moffat collection of old keyboard music. Londres: Cramer, v. 1930[5].

## Collections musicales
- Meisterschule der Alten Zeit. Comprend quarante-deux sonates pour violon, dix-huit sonates pour violoncelle, vingt-deux sonates en trio, et contient des sonates pour le violon de compositeurs anglais du 18e siècle inconnus.
- Quatre sonates en trio de Purcell (sol mineur), Haendel et Leclair (2).
- Kammersonaten, trente-cinq sonates pour violon.
- Old English Violin Music, vieilles pièces anglaises pour violon.
- French Violin Music of the 18th century, vingt-quatre pièces de music françaises pour le violon du 18e siècle.
- English Music of the 18th century, trente-cinq pièces de musique anglaise du 18e siècle.
- Old Keyboard Music (avec Harold Craxton ), anciennes pièces pour claviers.
- Volumes de chansons folkloriques contenant chacune deux-cents chansons avec accompagnement au piano :
  - Minstrelsy of England (Minstrelsy d'Angleterre)
  - Minstrelsy of Scotland (Minstrelsy d'Écosse)
  - Minstrelsy of Ireland (Minstrelsy d'Irlande)
  - Minstrelsy of Wales (Minstrelsy du pays de Galles)
  - Minstrelsy of the Scottish Highlands (Minstrelsy des hauts plateaux d''Écosse, avec des paroles en gaélique et anglais)
  - Songs of the Georgian Period (Chants de la période géorgienne)
  - Characteristic Songs and Dances of all Nations (Chants et danses caractéristiques de toutes les nations, avec JD Brown)
  - A Garland of English Folk Songs (Une guirlande de chansons folkloriques anglaises)
  - Folk Songs of the North Countrie (Chansons folkloriques du comté du Nord, les deux dernières avec Frank Kidson)
  - English Peasant Songs (Chants paysans anglais, avec Ethel Kidson)
- Melodious Scotland (Écosse mélodieuse), dix-huit pièces.
- Old Master Songs (Chants célèbres anciens).
- Nombreux arrangements de chansons, duos etc., de Purcell[3].